# Corcyra asthenitis
Corcyra asthenitis är en fjärilsart som beskrevs av Turner 1904. Corcyra asthenitis ingår i släktet Corcyra och familjen mott. Inga underarter finns listade i Catalogue of Life.